# Death on Two Legs
A Death on Two Legs az első dal a brit Queen rockegyüttes 1975-ös A Night at the Opera albumáról. A szerzője Freddie Mercury énekes volt. Egyike az album legkeményebb dalainak, a durva szövege pedig feltételezések szerint az együttes korábbi menedzsereit szidja. Népszerű volt mind a rajongók, mind a kritikusok között, és az 1980-as évek elejéig rendszeresen játszották a koncerteken. 1977-ben a Queen’s First EP középlemezre is felkerült.

## Háttér
Az együttes a pályája kezdetén nem közvetlenül egy lemezkiadóval szerződött, hanem a Trident Studiosszal, ahol felvették a lemezeiket, bért kaptak, a stúdió pedig képviselte őket a kiadókkal szemben. Ez a szerződés egy idő után kényelmetlenné vált, mert az együttes egyre sikeresebb lett, egyre több lemezt adott, el, az eladásokból befolyó pénzből azonban nem részesült, mert az a Tridenthez folyt be, amely még 1974-ben is – húszról hatvan fontra emelt – heti bért fizetett. A tagokat frusztrálta a helyzet: „Hirtelen az a kép alakult ki rólunk, hogy Rolls Royce-okkal járunk, de valójában egyszobás lakásokban laktunk, és úgy éltünk, mint a többi küszködő rock'n'roll zenekar” – mondta Brian May gitáros. A helyzet tarthatatlanná vált, 1975 augusztusában függetlenedtek a kiadótól, de cserébe a beléjük fektetett pénzért kárpótlásként 100 ezer fontot kellett fizetniük a Tridentnek, valamint a következő hat albumuk nyereségének egy részét oda kellett ígérniük.
A „Death on Two Legs” durva szövege nem illett az általában szelíd Mercuryhoz. Elutasította, hogy megmagyarázza a dalainak jelentését, és azt mondta, hogy „egy visszataszító öregemberről szól, akit régen ismertem.” A szöveg utalásai alapján viszont már a megjelenésekor elterjedt, hogy a Trident egykori vezetőiről, Barry és Norman Sheffieldről szól. Norman Sheffield maga is hallotta a dalt, és ő is azt gondolta, hogy róla szól, ezért meg is akarta akadályozni a megjelenését. Ebben nem járt sikerrel, de az EMI egy meg nem határozott összeget fizetett neki. Mások szerint nem annyira egyértelmű a szöveg címzettje, például Mike DeCagne, az AllMusic írója azon lamentált, hogy kinek címezhette: „a kormánynak, politikusok egy meghatározott csoportjának, az egész angol elitnek, vagy az összes előbb említettnek.”

## Kompozíció
A dal vészjósló zongorafutamokkal indul – amelyre Mercury rengeteg véletlenszerű próbálkozás után akadt rá –, és ugyancsak fenyegető, erőteljes gitárriffel kezdődik, majd szaggatott zongora és kemény gitárjáték kíséri Mercury vehemens énekét, aki egész idő alatt szidalmakat énekel, például: „most már adhatsz egy búcsúcsókot a seggemre!” Az együttes többi tagja el is volt képedve, hogy Mercury túlzásba viszi, de mivel íratlan szabály volt, hogy aki a szöveget írja, azé a dal, nem volt beleszólásuk. A gitárriffet Mercury írta zongorán, az ő iránymutatása alapján kellett May-nek eljátszania. A dal nagy részét a Sarm East Studiosban rögzítették, és „Psycho Legs” volt a munkacíme.
Az album szerkesztésekor szándékosan a „Death on Two Legs”-t illesztették a legelejére, hogy a vészjósló zongorafutam indítsa az egész lemezt, majd utána a gyerekesen könnyed „Lazing on a Sunday Afternoon” következzen, ahogyan az egész lemezen váltogatják egymást a könnyed és humoros, valamint komoly és kemény dalok. Mercury eredeti elképzelése az volt, hogy egy „kapd be!” kiáltással kezdődjön a dal (és a lemez), de végül ezt túl durvának tartotta.

## Fogadtatás
A kritikusok nagy része dicsérte a hangzását és szókimondását. Megjelenése idején jókat írt róla az NME (Mercury dühös vicsorgással adja a szöveget, miközben Brian May késdöfésszerű gitársorozattal veszi körül az éneket, Roger Taylor cintányérja pedig úgy sziszeg, akár egy köpő kígyó) és a Melody Maker is. Mind a BBC, mind az Uncut tényként kezelte, hogy egy korábbi menedzserüknek írta, utóbbi megjegyezte azt is, hogy a nem sokkal azelőtt kislemezen megjelent „Flick of the Wrist”-nek hasonló a témája. Az Mike DeCagne az Allmusic weboldalán erősen dicsérte: „bár a »Bohemian Rhapsody« tisztelete jól megérdemelt, az album első dala, a »Death on two Legs« majdnem olyan lenyűgöző, csak nem tartalmazza ugyanazt a kifejező ragyogást. [...] Mercury két legerősebb oldalát mutatja fel, a hangzásbeli drámaiságot, és a szívbemarkoló dalszöveget, és összefonja őket, hogy megformálja belőlük az éles nyelvű sértések szellemes és majdnem humoros csokrát.”

## Élőben
1977-től 1981-ig rendszeresen játszották a koncerteken. Az 1982-es Hot Space turnén már csak a bevezetője hangzott el néhány alkalommal, majd a dal le is került a lejátszási listáról. Élőben a dal még keményebb ének és hangszerkíséretet kapott. Mercury gyakran improvizálta a zongora bevezető sorait, May bevezető gitárriffjei pedig lassabbak, de egyben hangsúlyosabbak is lettek. Itt is jellemző volt az a koreográfia, amely több zongoralapú daluk élő előadásánál, hogy Mercury az első versszakot végigzongorázta, majd utána a zongorától felállva énekelt. Az énekes koncerteken rendszeresen újra ajánlotta a művet, az 1979-es Live Killers albumon megjelent verzióban például így konferálta fel: „ez a dal egy igazán kib*szott úriembernek szól!” A jogi problémák elkerülése végett a szitokszót kifütyülték.

## Feldolgozások
- 2004-ben szerepelt a Heathen amerikai thrash metal együttes Recovered című EP-jén.
- A 2005-ös Killer Queen: A Tribute to Queen tribute albumon a Rooney alternatív rock együttes dolgozta fel.
- A Train of Thought elnevezésű koncertturné egyes állomásain a Dream Theater élőben adta elő.
- 2011-es Antihero című lemezén a The Bronx Casket Co. metalegyüttes dolgozta fel.

## Közreműködők
- Ének: Freddie Mercury
- Háttérvokál: Freddie Mercury, Brian May, Roger Taylor

Hangszerek:
- Roger Taylor: dob
- John Deacon: basszusgitár
- Brian May: elektromos gitár
- Freddie Mercury: zongora